# Fetihnâme
Il Fetihnâme ("lettera di conquista" in Turco) nell'Impero ottomano era una lettera che notificava ad altri Stati islamici, khan, principi e governatori la vittoria in un'importante battaglia. Di solito i Fetihnâme sono scritti dallo stile ricercato. Per questo motivo vengono inclusi nelle collezioni dei münşeât (opere in prosa della letteratura del Diwan e le riviste in cui questi scritti sono raccolti) come esempi di bello stile.